# Bischofshofen

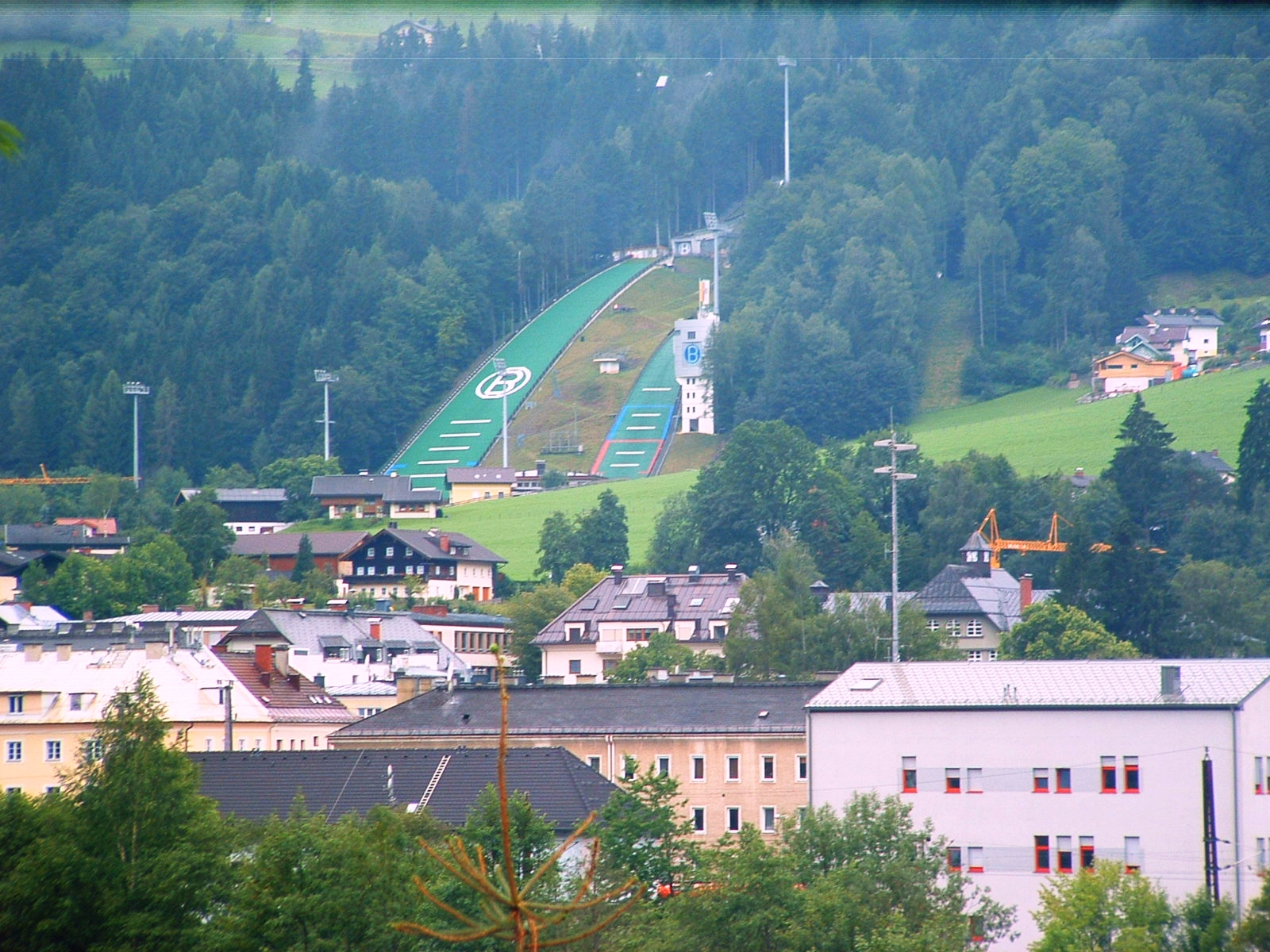
Vista de Bischofshofen, com a pista de salto de esqui ao fundo.

Bischofshofen é uma cidade da região de Salzburgo, Áustria, conhecida por sua pista de salto de esqui, que recebe anualmente uma das etapas do Torneio Quatro Pistas.